# Chiesa di Santa Maria Assunta (Onore)
La chiesa di Santa Maria Assunta è la parrocchiale di Onore, situata in via Chiesa, in provincia e diocesi di Bergamo, fa parte del vicariato di Clusone-Ponte Nossa.
La chiesa conserva opere di importante interesse artistico del clusonese Antonio Cifrondi della bottega fantoniana e altri artisti.

## Storia
Di probabile costruzione trecentesca, viene indicata nel 1404 con l'autonomia della chiesa di Songavazzo che ne era sussidiaria. Viene citata in un lascito testamentario del 1493 di un certo Bartolomeo Albricci, il quale obbligava i suoi eredi a edificare presso la fabbrica della chiesa di Santa Maria una cappella alla Madonna e a santa Caterina d'Alessandria con un beneficio di 50 lire imperiali. Non vi è invece testimonianza documentata di un'antica origine pagana, come racconta la tradizione popolare.
La chiesa fu visitata dall'arciprete Morelli di Clusone che relazionò indicando la presenza di quattro altari dedicati a santa Caterina d'Alessandria, san Narno originario dell'alta valle, sant'Antonio abate, e alla Beta vergine Maria. Fece seguito la visita pastorale di san Carlo Borromeo arcivescovo di Milano che nell'autunno aveva visitato tutte le chiese e i monasteri della terra bergamasca. La sua relazione descrive l'interno della chiesa a unica navata e divisa da due archi in tre campate.
Nel Settecento la chiesa ebbe una completa ristrutturazione su progetto di Andrea Fantoni tra il 1716 e il 1721. L'incremento demografico che aveva avuto il territorio, portò all'ampiamento dell'edificio su progetto di Elia Fornoni con inizio lavori nel 1909, e la consacrazione il 2 luglio.

## Descrizione

### Esterno
L'edificio si trova posizionato sopra una collinetta ben visibile dalla località e raggiungibile da una scalinata che lo collega alla viabile urbana. La facciata è preceduta da un ampio sagrato che la circonda. e divisa su due ordini da una sottile cornice marcapiano. La sezione inferiore in bugnato presenta centrale con due lesene laterali. Un portichetto con due colonne complete di basamento e capitelli con volta a botte. L'ingresso sopraelevato da quattro gradini con paraste e architrave in arenaria è completo di timpano spezzato, dove è raffigurata l'immagine di Maria Vergine. La sezione superiore divisa da lesene presenta nella parte centrale una finestra arcata a tutto sesto atta a illuminare l'aula.

### Interno
L'interno a navata unica è divisa da una grande serlinatura in due parti, quella del novecento e quella più antica. L'aula si sviluppa in cinque campate con tre cappelle per lato. La zona presbiteriale con coltarialzata da tre gradini sagomati e delimitata dalla balaustra.
La chiesa conserva opere di rilevante interesse artistico con opere della bottega fantoniana di Rovetta, i dipinti di Domenico Carpinoni  Madonna con i Santi Narno, Sebastiano e Rocco e i Misteri del Rosario, di Lattanzio Querena Sposalizio mistico di Santa Caterina, del clusonese Antonio Cifrondi Adorazione dei Magi e il dipinto di Pace Pace.